# Wydawnictwo Pedagogiczne Operon
Wydawnictwo Pedagogiczne Operon z siedzibą w Gdyni – spółka działająca na rynku publikacji edukacyjnych. Wydaje podręczniki szkolne, multimedialne pomoce naukowe oraz filmy edukacyjne własnej produkcji. Organizuje szereg projektów o charakterze społeczno-edukacyjnym.